# Giuditta Pasta

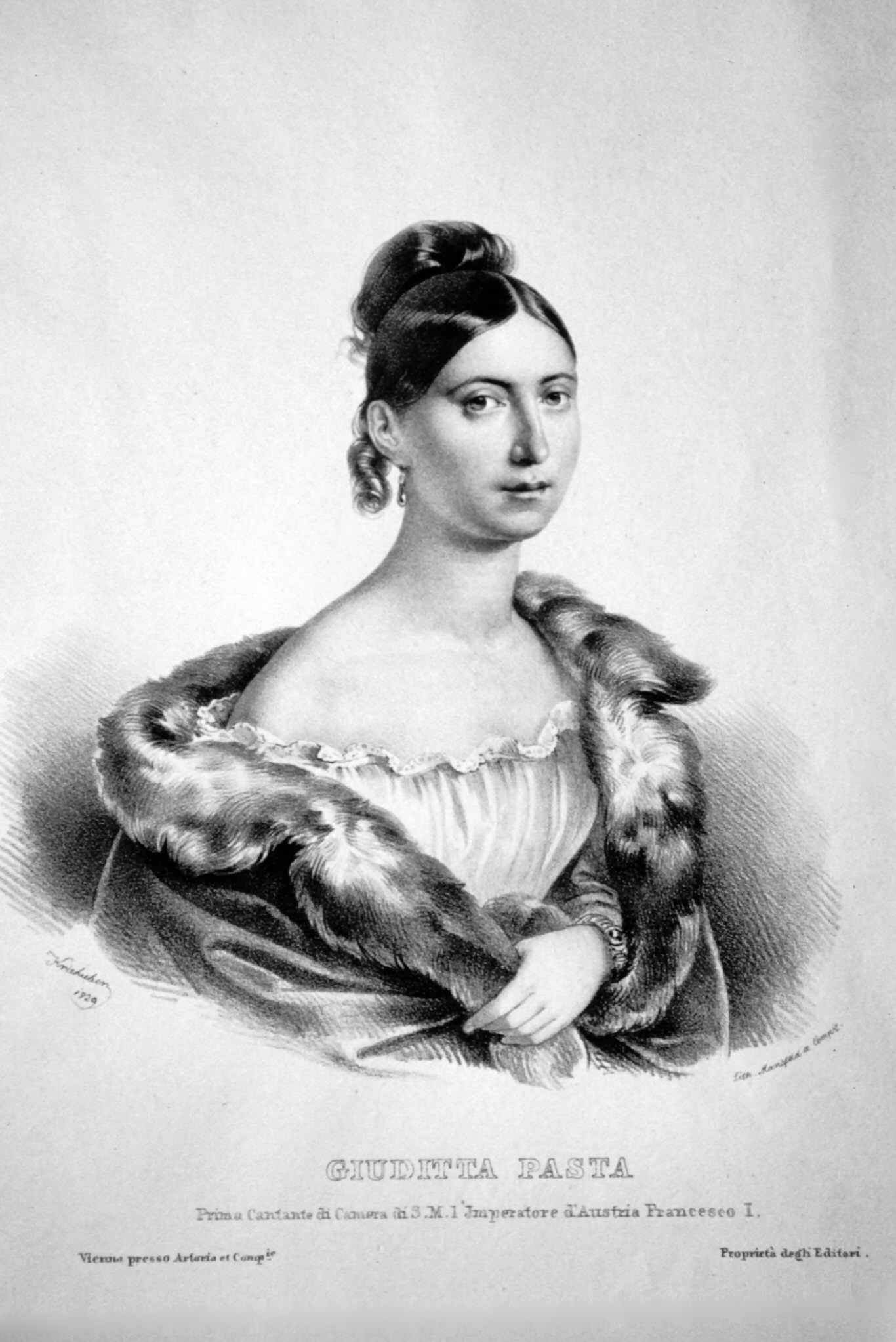
Giuditta Pasta, Lithographie von Josef Kriehuber, 1829

Giuditta Pasta, geborene Negri (* 26. Oktober 1797 in Saronno bei Mailand; † 1. April 1865 in Como) war eine italienische Opernsängerin (Mezzosopran/Sopran bzw. soprano sfogato).
Wegen der Besonderheiten ihrer Stimme und ihrer ungewöhnlich intensiven Ausdruckskraft konnte die Pasta das Publikum dauerhaft begeistern und blieb bis heute als legendäre primadonna assoluta und als eine der bedeutendsten Sängerinnen des 19. Jahrhunderts im Gedächtnis.

## Leben
Angiola Maria Costanza Giuditta Negri war die Tochter von Rachele Ferranti und dem Apotheker Carlo Antonio Negri, der vielleicht aus einer venezianischen Adelsfamilie stammte; auch über eine jüdische Herkunft wurde spekuliert. Giuditta wuchs bei ihrer Großmutter mütterlicherseits, Rosalinda Luraghi, auf, die in Como zusammen mit ihrem Sohn Filippo lebte. Dieser entdeckte das musikalische Talent seiner Nichte und ließ sie vom Domkapellmeister Bartolomeo Scotti unterrichten. Mit 12 Jahren sang sie zum ersten Mal öffentlich in der Kirche Santa Cecilia in Como. 1811 zog sie zusammen mit ihrem Onkel Filippo nach Mailand um, wo sie eine fundierte musikalische Ausbildung am Konservatorium bei Bonifazio Asioli und Giuseppe Scappa erhielt. Unter den Gesangsschülern von Scappa lernte sie den Jurastudenten und Tenor Giuseppe Pasta kennen, den sie im Januar 1816 heiratete; in der Folge nannte sie sich Giuditta Pasta.
Ihr Debüt gab sie als Baronesse Isabella in Scappas Oper Lopez de Vega im Karneval 1816 am Mailänder Teatro degli Accademici Filodrammatici. Bereits im Sommer desselben Jahres war sie auf Empfehlung von Ferdinando Paër am Théâtre-Italien in Paris, wo sie in dessen Oper Il principe di Taranto die Rosina sang; außerdem trat sie als Elvira in Mozarts Don Giovanni und in Zingarellis Giulietta e Romeo auf. Von Januar bis Juli 1817 war sie in London, wo sie am Theatre at the Haymarket die Penelope in Domenico Cimarosas Telemaco sang; daneben hatte sie kleine Rollen in Opern von Paër (Lisetta in Agnese, Vespina in Griselda) und Mozart (Cherubino in Le nozze di Figaro, Despina in Così fan tutte, Servilia in La clemenza di Tito), und wieder in Paris auch in Rossinis Italiana in Algeri (Zulma).
Wieder zurück in Italien brachte sie am 27. März 1818 in Mailand ihre Tochter Clelia zur Welt.
In den folgenden zwei Jahren sang sie an diversen Theatern in Venedig, Padua, Rom, Brescia, Triest und Turin,  wo sie mittlerweile Hauptrollen erhielt, u. a. als Angelina in Rossinis La Cenerentola, und in verschiedenen Opern von Mayr (Danao und I virtuosi), Paër (Sargino und Agnese) und Pacini (Adelaide e Comingio, Il Barone di Dolsheim, La sposa fedele). Der letztere komponierte für sie die Rolle der Zora in La schiava in Bagdad, die am 28. Oktober 1820 in Turin uraufgeführt wurde.

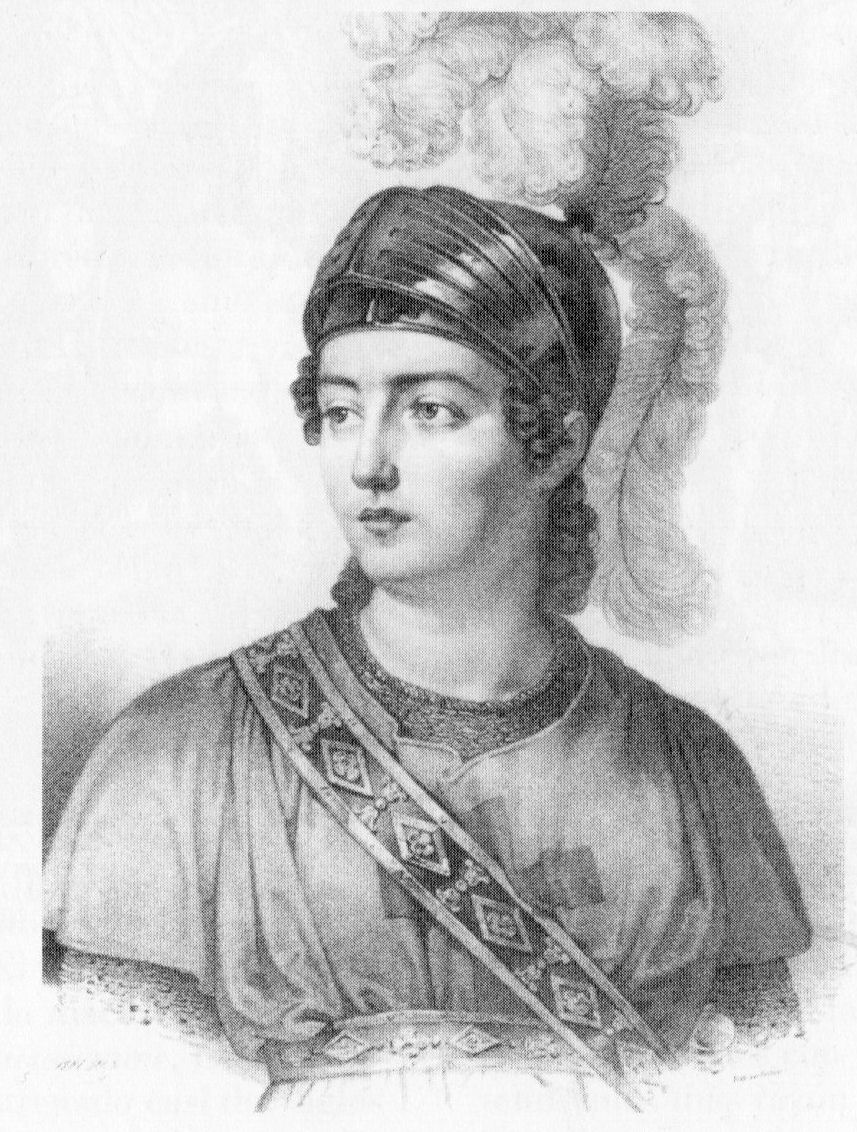
Giuditta Pasta als Rossinis Tancredi

Die Pasta trat sehr häufig in heroischen Hosenrollen in Erscheinung, die teilweise ursprünglich noch für Kastraten komponiert worden waren – wie Arsace in Rossinis Aureliano in Palmyra oder Curiazio in Cimarosas Gli Orazi e i Curiazi –, andere wurden ihr auch direkt auf den Leib geschrieben, wie Clodomiro in Nicolinis Giulio Cesare nelle Gallie (1819, Rom) oder Ippolito in Ferdinando Orlandis Fedra (1820, Padua).
Auch bei ihrem Debüt im bedeutenden Teatro La Fenice in Venedig im Karneval 1820–21 sang sie mit großem Erfolg einige Hosenrollen in den Uraufführungen von Nicolinis La conquista di Granata (Gonzalvo) und besonders in Stefano Pavesis Arminio (Titelpartie).
1821/22 errang sie einen triumphalen Erfolg in Paris, wo sie (mit einem kurzen Zwischenaufenthalt in Italien) bis 1824 wirkte. Während dieser Zeit trat sie nun in Rollen auf, für die sie auch Jahrhunderte später noch bekannt ist, besonders als Desdemona in Rossinis Otello, in der Titelrolle seines Tancredi, als Romeo in Zingarellis Giulietta e Romeo und als Medea in Mayrs Medea in Corinto. In der letztgenannten Rolle lobte der Kritiker des Journal des Débats, Castil-Blaze, ihren „sublimen Übergang“ von mütterlicher Zärtlichkeit bis hin zum Furor der Kindsmörderin, „vorbereitet mit großer Kunst und ausgeführt mit der Kraft des Gefühls, einer erschreckenden Wahrheit in den Akzenten und im Gestus“.
Zu ihren bewunderten Glanzinterpretationen gehörte auch die Darstellung der geistig umnachteten Nina von Paisiello. Daneben sang sie in Paris auch andere Hauptrollen von Rossini (Elisabetta regina d’Inghilterra, Elcìa in Mosè in Egitto), Paër (Camilla), Mozart (Donna Anna in Don Giovanni, Sesto in La Clemenza di Tito), Mayr (Enrico in La rosa bianca e la rosa rossa) und Mercadante (Elisa e Claudio).
Im Frühjahr 1824 verkörperte sie in London zum ersten Mal Rossinis Semiramide, die ebenfalls eine ihrer berühmtesten Partien wurde.
Im Sommer 1825 in Paris gehörte sie zusammen mit Laure Cinti-Damoreau, Ester Mombelli, Domenico Donzelli und Nicholas-Prosper Levasseur zur Starbesetzung der Krönungsoper für Karl X., Il viaggio a Reims von Rossini, der für sie den Part der Corinna schrieb. Am Théâtre-Italien sang sie außerdem den Armando in Meyerbeers Il crociato in Egitto und Rossinis Zelmira. Im Frühling 1826 folgte wiederum ein Gastspiel in London, wo sie ihre Lieblingsrollen von Rossini, Paisiello, Zingarelli und Mayr aufführte.
Es heißt, sie habe sich mit Rossini überworfen, und sei deshalb zurück nach Italien gegangen, wo sie von November 1826 bis März 1827 am Teatro San Carlo in Neapel auftrat. Außer in Mayrs Medea in Corinto sang sie in der extra für sie revidierten Gabriella di Vergy von Michele Carafa und in den Uraufführungen von Pacinis Niobe und Pietro Raimondis Giuditta; sie soll jedoch nicht den gewohnten Erfolg gehabt haben, weil man in Neapel mehr Wert auf reinen schönen Gesang legte als auf dramatisches Agieren. Später meinte Henry F. Chorley, niemand habe „jemals die große Arie aus Pacinis Niobe „Il soave e bel contento“ gesungen wie Madame Pasta, obwohl jeder versucht hat, sie zu singen.“
1827–28 war sie wieder in London, wo sie u. a. in vier Konzerten ihre Paraderolle der Desdemona in Rossinis Otello ihrer beliebten Kollegin Henriette Sontag überließ und stattdessen die eigentlich für Tenor bestimmte Rolle des Protagonisten interpretierte. Der Kritiker der Times verglich diese Leistung der Pasta mit dem berühmten Schauspieler Edmund Kean. Danach gab sie Konzerte in Irland, Schottland und England. Im Februar–März 1829 trat sie am Kärntnertortheater in Wien auf und wurde von Kaiser Franz I. zur ersten Kammersängerin ernannt. Nach einem kurzen Zwischenspiel in Verona sang sie wieder in Wien neben dem großen Tenor Giovanni Battista Rubini die Imogene in Il pirata von Vincenzo Bellini, für den sie in den kommenden Jahren zu seiner wichtigsten Muse wurde.

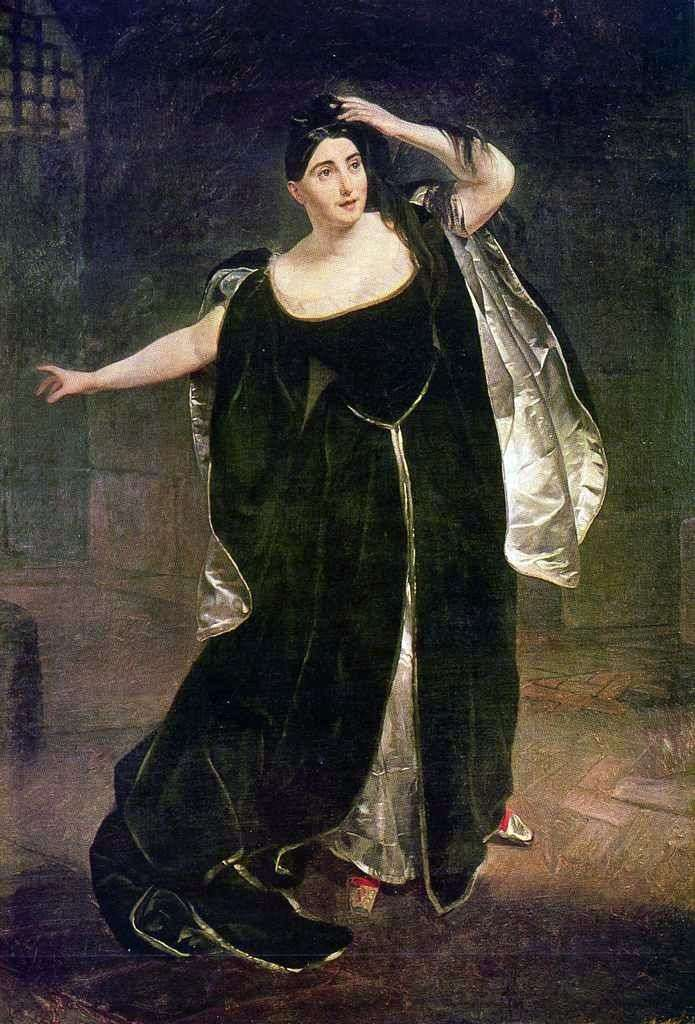
Giuditta Pasta als Anna Bolena, Gemälde von Karl Brullov

In der Karnevalssaison 1830–31 am Mailänder Teatro Carcano führte sie zwei der bedeutendsten und erfolgreichsten Opern auf, die für sie komponiert wurden: Anna Bolena von Gaetano Donizetti und Bellinis La sonnambula. Beide Opern sang sie noch im gleichen Jahr sowohl in London, als auch in Paris. Man bewunderte besonders die rührende Einfachheit, mit der sie das schlafwandelnde, arme Waisenmädchen Amina in der Sonnambula darstellte, und die in starkem Kontrast zur Noblesse und Energie ihrer Anna Bolena und anderer dramatischer Seria-Rollen stand.

Es folgte in der Karnevalssaison 1831–32 die Hauptrolle in Bellinis Norma, die in besonderer Weise mit dem Namen und der Kunst der Pasta verbunden blieb. Bellini schrieb der Sängerin in einem Brief, er habe diese Rolle „für Euren enzyklopädischen Charakter“ konzipiert – womit er ihre Fähigkeit, alle nur denkbaren menschlichen Gefühle auszudrücken, meinte. In der gleichen Spielzeit sang sie auch die Bianca in der Uraufführung von Donizettis Ugo, conte di Parigi.
Die letzte Rolle, die Bellini für sie schrieb, war die Titelrolle in Beatrice di Tenda, die im Karneval 1832–33 am La Fenice in Venedig uraufgeführt wurde.
Bereits im Frühling 1833 war sie wieder in London, wo sie in ihrer Lieblingsrolle als Semiramide neben Maria Malibran als Arsace auftrat – es war das einzige Mal, dass diese beiden Starsängerinnen zusammen auf die Bühne traten. Vergleiche der beiden Sängerinnen fielen im rein musikalisch-sängerischen Bereich zugunsten der Malibran aus, während die Pasta in der Gesamtkonzeption ihrer Rollen und in der Wahrheit des Ausdrucks die Überlegene gewesen sein soll. Zu den neueren Rollen der Pasta gehörte nun auch der Romeo in Bellinis I Capuleti e i Montecchi.
1833–34 war sie zurück in Venedig, wo sie in Fausta und Anna Bolena von Donizetti auftrat, und die letzte eigens für sie komponierte Titelrolle sang: Emma d’Antiochia von Mercadante. In derselben Oper und in Bellinis Norma trat sie Anfang 1835 ein letztes Mal in der Mailänder Scala auf.
Nachdem sich bereits in ihren letzten Auftritten – mindestens seit 1833 – ein fortschreitender Verfall ihrer stimmlichen Mittel bemerkbar gemacht hatte und ihr Lieblingskomponist Vincenzo Bellini 1835 völlig unerwartet und vorzeitig in Paris gestorben war, zog sie sich von der Opernbühne zurück.
Es folgte 1837 noch eine Tournee nach London, wo sie in Konzerten am Haymarket Theatre sowie in Covent Garden Ausschnitte ihrer bekannten Rollen in Giulietta e Romeo, Medea in Corinto, Tancredi und I Capuleti e i Montecchi sang. Der dabei anwesende Henry F. Chorley, der sie von früheren Auftritten kannte und ein großer Bewunderer ihrer Kunst war, schrieb darüber:

„Während dieses letzten Besuchs war ihre Stimme ständig außer Stimmung, mit Ausnahme weniger Momente. So qualvoll dies für das Ohr war, war sie nichtsdestotrotz „Königin und Wunder der Zauberwelt der Klänge“ und im Besitz all jener Attribute, die das Alter nicht vertrocknen, und auch der ständige Gebrauch nicht abnutzen kann. Die Grandeur ihres Stils hatte keinen Niedergang erlebt; ihre wundervolle musikalische Wahrnehmung war ungebrochen; und ebenso ihr unvergleichlicher Geschmack, ihr Mut, und sogar ihre Mäßigung in den Verzierungen.“

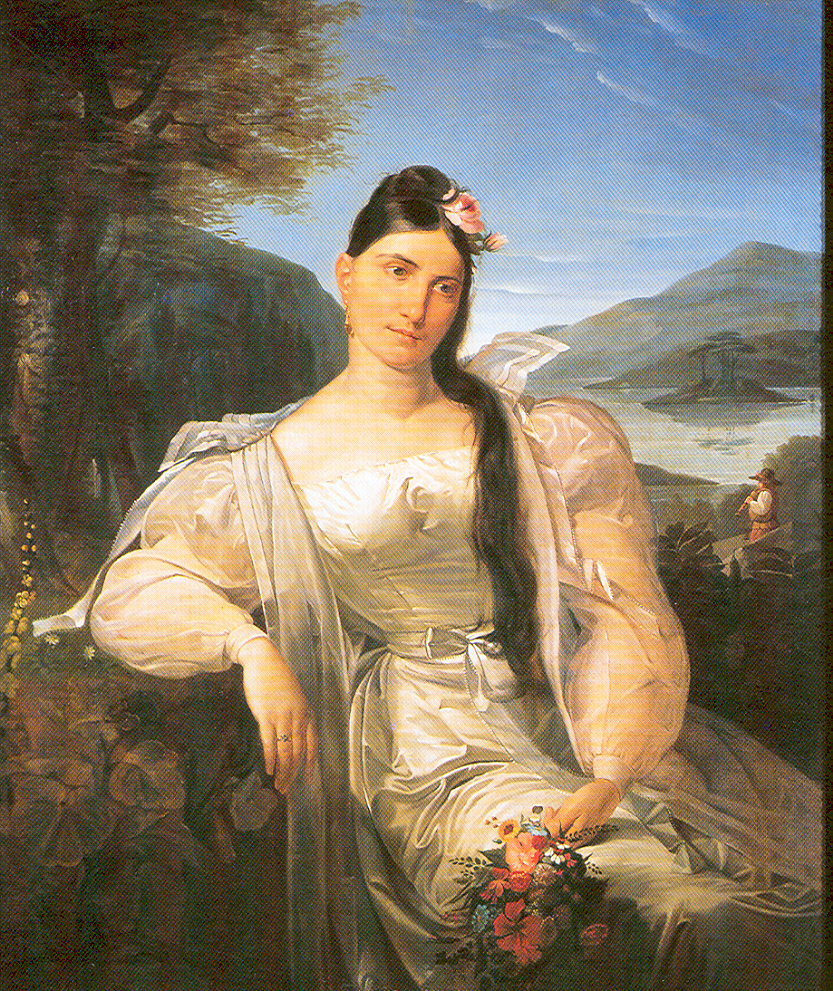
Giuditta Pasta am Comer See

Im Januar 1838 ließ sie sich im Mailänder Salon von Rossini und Olympe Pélissier hören. Allerletzte Auftritte auf der Opernbühne hatte sie auf einer weiteren Tournee in Sankt Petersburg, Moskau, Warschau, Tilsit und Riga zwischen Dezember 1840 und Mai 1841; auf der Rückreise war sie außerdem im Juli 1841 am Hoftheater in Berlin zu hören, und im September in Leipzig (als Tancredi). Von den schweren Intonationsproblemen, mit denen sie zu dieser Zeit zu kämpfen hatte, berichten Briefe von Fanny Hensel (13. Juli) und Felix Mendelssohn (23. August), und ein Tagebucheintrag von Robert Schumann (17. September 1841).
Ab 1840 lebte sie in ihrer Villa Roccabruna in Blevio am Comersee. Danach, insbesondere nach dem Tod ihres Gatten Giuseppe Pasta im Jahr 1846, zog sie sich zunehmend vom öffentlichen Leben zurück. Während der Ereignisse um die Revolution von 1848 half sie politischen Flüchtlingen, die gegen das österreichische Regime protestiert hatten, indem sie ihnen u. a. ihren Palazzo in Mailand zur Verfügung stellte, und am 23. März desselben Jahres begann sie während einer Dankesfeier zur Vertreibung der Österreicher spontan zu singen und schwenkte dabei die Trikolore. Nach der Restauration der Österreicher in Mailand musste sie für solche anti-österreichischen Demonstrationen mit einem Exil in Lugano büßen, wo sie am 5. September an einem Konzert mit anderen exilierten Musikern teilnahm.
Einen letzten öffentlichen Auftritt wagte sie im Juli 1850 in London, in Konzerten im Covent Garden und am Haymarket Theatre, doch ihre Stimme war mittlerweile in einem „Zustand von völligem Ruin“, so dass die dabei anwesende Pauline Viardot-Garcia „mit Tränen in den Augen“ („her eyes full of tears“) sagte: „…Es ist wie das Letzte Abendmahl von Da Vinci in Mailand – ein Wrack von einem Bild, aber dieses Bild ist das größte Gemälde der Welt.“
Danach lebte sie bis fast zuletzt in ihrer Villa in Blevio und musste noch 1861 den Selbstmord ihres Schwiegersohnes Eugenio Ferranti miterleben. 1864 zog sie mit ihrer Tochter und deren Kindern in das mütterlicherseits geerbte Haus in Como, wo sie am 1. April 1865 an einer Bronchitis starb.

## Stimme und Kunst

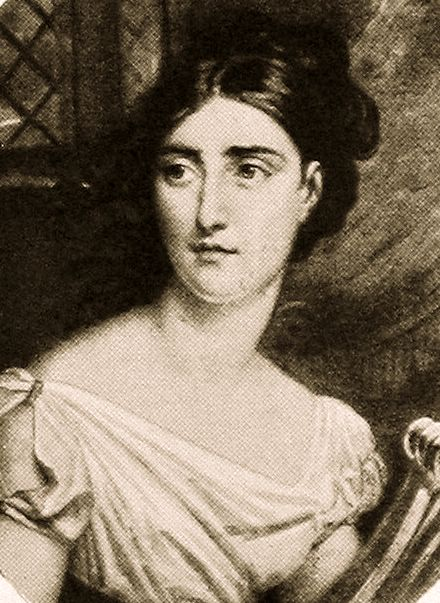
Giuditta Pasta als Desdemona in Rossinis Otello

Über die besondere Kunst der Pasta und ihre Stimme ist einiges geschrieben worden. Für Stimmen wie diejenigen der Pasta oder der Colbran wurde der Begriff soprano sfogato geprägt, was Kesting als „erweiterter Sopran mit Koloratur-Agilität und dramatischer Verve“ definiert, mit anderen Worten eine Art dramatischer Koloratursopran (italienisch: soprano drammatico d'agilità).
Die Pasta besaß einen Umfang von etwa 2½ Oktaven, etwa vom tiefen a bis zum hohen d’’’, und sie sang sowohl Mezzosopran- als auch Sopranrollen – wobei es allerdings nach den Gepflogenheiten ihrer Zeit möglich wäre, dass sie Passagen, die zu tief oder zu hoch für sie lagen, an ihre eigenen Möglichkeiten angepasst haben mag. 

In einem Zeitalter, das noch stark von der großen gesanglichen Perfektion, Virtuosität und Ausdruckskraft der Kastraten geprägt war, war sie zumindest stimmlich nicht ganz vollkommen: Sie besaß keine völlig ausgeglichen „schöne“ Stimme, wie dies in der Tradition des Belcanto so wichtig war, stattdessen war ihre Stimme „nicht aus identischem Metall geformt“. Aus Beschreibungen geht hervor, dass sie ihre Unvollkommenheiten aber durch eine außergewöhnliche Ausdrucksfähigkeit wettmachte, die vor allem wegen ihrer unverstellten Ehrlichkeit und Echtheit überzeugte, sie ging völlig in ihren Rollen auf:

„Nichts könnte freier sein von Tricks oder Affektiertheit als Pastas Aufführung. Da ist keine wahrnehmbare Mühe, einem Charakter zu ähneln, den sie spielt; im Gegenteil, sie betritt die Bühne als der Charakter selber; ganz und gar in der Situation, erregt von Hoffnungen und Ängsten, atmet sie das Leben und den Geist des Wesens, das sie darstellt.“

Da sie reichornamentierte Rollen wie Rossinis Semiramide mit großem Erfolg sang, muss ihre Stimme sehr koloraturfähig gewesen sein. Trotzdem fällt auf, dass schon Rossini in seinem Viaggio a Reims (1825) für die Pasta (= Corinna) einen eher schlichten, lyrischen Gesang mit weiten Gesangsbögen vorsieht, im Gegensatz zu dem Koloraturenfeuerwerk, das er für Laure Cinti-Damoreau (= Contessa di Folleville) schrieb. Ähnlich wurde die Stimme der Pasta auch von Bellini eingesetzt, der für sie Melodien mit eleganten kleinen Verzierungen und auch dramatisch sinnvolle Koloraturen schrieb, vor allem aber eine sehr ausdrucksvolle Deklamation in den Rezitativen fordert.
Eines der wichtigsten Zeugnisse über die Pasta stammt von Henry F. Chorley, der sie über Jahre hinweg immer wieder gehört hatte und ihr 1862 ein ganzes Kapitel im ersten Band seiner Thirty Years' Musical Recollections widmete:

„Ihre Stimme war ursprünglich begrenzt, hauchig und schwach – ohne Charme, ohne Flexibilität – ein mittelmäßiger mezzo-soprano. … Sie ganz auszugleichen war unmöglich. Es gab einen Teil der Skala, der eine andere Qualität hatte als der Rest, und der zumindest „wie unter einem Schleier“ blieb, um den italienischen Terminus zu gebrauchen. Es gab Noten, die immer mehr oder weniger verstimmt waren, besonders zu Beginn ihrer Aufführungen. … Ihre Studien, um ihre Gesangstechnik zu erreichen, müssen kolossal gewesen sein; aber die Geläufigkeit und Brillanz, einmal erreicht, gewannen einen ganz eigenen Charakter aus den widerspenstigen Besonderheiten ihres Stimmorgans. Da war eine Weite, eine Expressivität in ihren Rouladen, ein Ebenmaß und eine Solidität in ihrem Triller, die jeder Passage eine Bedeutung verliehen, die völlig außer Reichweite von leichteren und spontaneren Sänger(inne)n liegt. … Aber die größte von allen Tugenden – Tiefe und Echtheit des Ausdrucks – besaß diese bemerkenswerte Künstlerin wie nur wenige vor ihr (vermute ich) und wie niemand, den ich seitdem bewundert habe, sie besessen hat. … Ihr Rezitativ, von dem Moment, wenn sie auftrat, war fesselnd durch seine Wahrheit (Aufrichtigkeit).“

Auch Stendhal hielt in seinem Vie de Rossini eine Lobrede auf sie (19. Kapitel) und widmete ihr ein ganzes Kapitel (35. Kapitel: Madame Pasta); auch in seinem Roman Die Kartause von Parma wird sie kurz, fast anonym erwähnt (Zweites Buch, 26. Kapitel): „die berühmte Frau P*** sang … die Arie von Cimarosa: Quelle pupille tenere!, und Fabrizzio weint sich die Seele aus dem Leib, auch wegen der – auf dem Fest doch anwesenden – Clelia perduta…“. Dann lässt Stendhal die Diva eine Arie von Pergolesi singen.
Balzac erwähnt die Pasta auch, kurz aber explizit, in seinem Roman Die Frau von dreißig Jahren (1842), als er Julie d’Aiglemont mit der berühmten Sopranistin vergleicht, während sie die Arie der Weide: Assisa al piè d’un salice aus dem dritten Aufzug von Rossinis Oper Otello singt – eine Szene, für die die Pasta sehr berühmt war.
Das 20. Jahrhundert erinnerte sich an Giuditta Pasta besonders im Zusammenhang mit Maria Callas, die ebenfalls als stimmlich nicht perfekt gilt, aber von ähnlicher Ausdrucksfähigkeit war und durch ihre Interpretationen einigen Rollen, die für die Pasta komponiert wurden, neues Leben einhauchte: Donizettis Anna Bolena und Bellinis La sonnambula und vor allem Norma.

## Opern für Giuditta Pasta
Die folgenden Rollen wurden ausdrücklich für Giuditta Pasta geschrieben:
- Baronessa Isabella in Giuseppe Scappas Lopez de Vega, Karneval 1816, Mailand, Teatro degli Accademici Filodrammatici
- Elisa in Pietro Rays La contesa, 1816,  Mailand, Teatro degli Accademici Filodrammatici
- Linceo in Giovanni Simone Mayrs Danao, 26. Dezember 1818, Rom, Teatro Argentina
- Clodomiro in Giuseppe Nicolinis Giulio Cesare nelle Gallie, 17. Januar 1819, Rom, Teatro Argentina
- Ippolito in Ferdinando Orlandis Fedra, 10. Juni 1820, Padua, Teatro Nuovo
- Zora in Giovanni Pacinis La schiava in Bagdad, 28. Oktober 1820, Turin, Teatro Carignano
- Gonzalvo in Giuseppe Nicolinis La conquista di Granata, 26. Dezember 1820, Venedig, Teatro La Fenice
- Titelrolle in Stefano Pavesis Arminio, 10. Februar 1821, Venedig, Teatro La Fenice
- Corinna in Gioachino Rossinis Il viaggio a Reims, 19. Juni 1825, Paris, Théâtre-Italien
- Titelrolle in Giovanni Pacinis Niobe, 19. November 1826, Neapel, Teatro San Carlo
- Titelrolle in Pietro Raimondis Giuditta, 6. März 1827, Neapel, Teatro San Carlo
- Titelrolle in Carlo Coccias Maria Stuart, regina di Scozia, 7. Juni 1827, London, King’s Theatre at the Haymarket
- Titelrolle in Giuseppe Nicolinis Malek-Adel, 8. Februar 1830, Verona, Teatro Filarmonico
- Titelrolle in Gaetano Donizettis Anna Bolena, 26. Dezember 1830, Mailand, Teatro Carcano
- Amina in Vincenzo Bellinis La sonnambula, 6. März 1831, Mailand, Teatro Carcano
- Titelrolle in Vincenzo Bellinis Norma, 26. Dezember 1831, Mailand, Scala
- Bianca in Gaetano Donizettis Ugo, conte di Parigi, 13. März 1832, Mailand, Scala
- Titelrolle in Vincenzo Bellinis Beatrice di Tenda, 16. März 1833, Venedig, Teatro La Fenice
- Titelrolle in Saverio Mercadantes Emma d’Antiochia, 8. März 1834, Venedig, Teatro La Fenice